# Мохаве (язык)
Мохаве (Mohave, Mojave) — вымирающий кочими-юманский язык, на котором говорит народ мохаве, который проживает в резервациях Форт-Мохаве (30-35 человек) и Колорадо-Ривер (35-50 человек) на границе штатов Калифорния-Аризона в США. Примерно 70 % говорящих проживают в Аризоне, в то время как 30 % живут в Калифорнии.